# Сельское поселение «Единенское»
Се́льское поселе́ние «Единенское» — муниципальное образование в Оловяннинском районе Забайкальского края Российской Федерации.
Административный центр — село Единение.

## История
Статус и границы сельского поселения установлены Законом Читинской области от 19 мая 2004 года «Об установлении границ, наименований вновь образованных муниципальных образований и наделении их статусом сельского, городского поселения в Читинской области»

## Население
| 2010 | 2011  | 2012 | 2013 | 2014 | 2015 | 2016 |
| ---- | ----- | ---- | ---- | ---- | ---- | ---- |
| 1042 | ↘1020 | ↘993 | ↘947 | ↘906 | ↘870 | ↘851 |
| 2017 | 2018  | 2019 | 2020 | 2021 |      |      |
| ↘822 | ↘800  | ↘791 | ↘763 | ↘676 |      |      |

## Состав сельского поселения
| № | Населённый пункт | Тип населённого пункта       | Население |
| - | ---------------- | ---------------------------- | --------- |
| 1 | Верхний Шаранай  | село                         | ↘227      |
| 2 | Единение         | село, административный центр | ↘359      |
| 3 | Заря             | село                         | ↘61       |
| 4 | Караксар         | село                         | ↘108      |
| 5 | Средний Шаранай  | село                         | ↘0        |

## Известные уроженцы
- Бальжинимаева, Светлана Базар-Садаевна (р. 1954) — российский педагог, заслуженный учитель Российской Федерации.